# Dalibor Cicman
Ing. Dalibor Cicman (* 15. duben 1987, Košice ) je slovenský investor a podnikatel. Je zakladatelem a výkonným ředitelem společnosti GymBeam, která se specializuje na online prodej výživových doplňků, sportovní výživy a fitness příslušenství. Cicman v současnosti vlastní 83,25 % akcií společnosti. Pravidelně se objevuje ve slovenských a českých médiích, kde komentuje témata z oblasti e-commerce, podnikání a startupového ekosystému. V podnikání kombinuje nejnovější technologie, analytické myšlení a silnou orientaci na zákazníka.

## Dětství a studium
Dalibor se narodil 15. dubna 1987 jako prvorozený syn do podnikatelské rodiny. Od útlého dětství navštěvoval počítačový kroužek a později kroužek programování. Získané znalosti následně zúročil programováním webových stránek na zakázku. Oba jeho rodiče byli podnikatelé, a to ho inspirovalo k tomu, aby v roce 2004 začal studovat na Ekonomické univerzitě v Bratislavě obor Finanční řízení podniku. Později začal paralelně studovat i na Univerzitě Pavla Josefa Šafárika v Košicích obor Aplikovaná informatika. Po dosažení titulu inženýra pokračoval na doktorandské studium s tématem Implementace Business intelligence řešení do eCommerce. Během doktorandského studia v roce 2014 v Košicích založil firmu GymBeam.
Dalibor Cicman začínal zakázkovým programováním webových stránek vedle škole. V roce 2013 již provozoval eCommerce projekty na 15 doménách, které v letech 2013 – 2015 postupně odprodal. 1. května 2014 Cicman založil společnost GymBeam a po několika měsících k ní dokoupil slovenskou značku doplňků výživy BodyFit . Po její integraci do GymBeamu se společnost stává průkopníkem modelu D2C (direct-to-consumer) v tomto regionu. V roce 2015 přišla mezinárodní expanze spuštěním českého a maďarského trhu. Již v roce 2015 GymBeam získal cenu „Skokan roku“ v soutěži Mastersgate za nejrychleji rostoucí e-shop na Slovensku . Portál Startitup prohlásil Dalibora Cicmana za osobnost roku 2018 a ve stejném roce byl zařazen i do žebříčku Forbes 30 pod 30. V červnu 2018 společnost GymBeam získala největší investici ve slovenském eCommerce, 6 mil. Kč. V roce 2020 se stal Cicman nominantem na Křišťálové křídlo v kategorii Inovace a startupy a finalistou soutěže EY Podnikatel roku. V roce 2021 společnost GymBeam působí již na 17 trzích s obratem přes 224 milionů EUR za rok 2024. V roce 2022 společnost přesáhla roční tržby 100 milionů €. V roce 2023 obdržel Dalibor Cicman ocenění Podnikatel roku Košického kraje. a vyhrál národní cenu EY Podnikatel roku 2023. Společnost GymBeam uzavřela rok 2024 s konsolidovanými tržbami 224 milionů €.

## Osobní život
Jeho manželkou je od roku 2016 Marie Cicmanová. S manželkou mají jedno dítě. Žije v Košicích. Jeho bratr Marcel Cicman je také podnikatel a provozuje internetový e-shop emi.sk.

## Ocenění
- 2018: Dalibor Cicman zařazen do žebříčku Forbes 30pod30.
- 2018: Osobnost roku podle portálu StartItUp. [19]
- 2020: Křišťálové křídlo, Nominant v kategorii Inovace a startupy . [20]
- 2020: EY Podnikatel roku, Finalista. [21]
- 2023: Podnikatel roku Košického kraje. [17]
- 2023: EY Podnikatel roku, vítěz [21]